# Affaire de la rue des Marmousets
L'affaire de la rue des Marmousets, également appelée affaire de la rue Chanoinesse, aussi connue comme la légende du barbier et du pâtissier sanguinaires, est un fait divers criminel qui aurait eu lieu à Paris au XVe siècle et dans lequel un pâtissier et un barbier se seraient adonnés à un commerce de pâtés à base de chair humaine.

## Légende
Au coin de la rue des Marmousets et de la rue des Deux-Hermites, la macabre affaire reposerait sur la froide collaboration de deux hommes : un barbier et un pâtissier. Le barbier se chargeait d’égorger, dépouiller et dépecer les victimes, souvent des étudiants du chapitre de Notre-Dame ; il envoyait ensuite la chair hachée par une trappe qui débouchait directement dans la cave de son voisin, le pâtissier, qui en faisait des pâtés. Selon certains auteurs, ces spécialités auraient eu un véritable succès auprès des Parisiens. On a dit même que le roi Charles VI lui-même en était très friand. 
Le chien d’une des victimes, un étudiant allemand du nom d’Alaric, alerta par ses aboiements la maréchaussée et les voisins de la boutique du pâtissier. On découvrit dans la cave pestilentielle les outils utilisés pour démembrer les corps. Les deux hommes avouèrent leurs crimes et furent brûlés vifs dans des cages de fer peu après en place de Grève le jour même de la sentence.
Conformément à l'usage, la maison où les crimes eurent lieu fut rasée et une petite pyramide expiatoire s'y élevait jusqu'en 1536.

## Faits historiques
Cette affaire criminelle fut relayée par plusieurs historiens mais on ne connaît pas de documents officiels à son sujet, les historiens du XVIIIe siècle, comme Jean Baptiste Michel Renou de Chauvigné dit Jaillot (1710-1780), n'en ayant trouvé aucun. 
Seule une chronique publiée en 1612 par un prieur de Saint-Germain-des-Prés, Jacques du Breul (1528-1614), rapporte la rumeur d’actes monstrueux qui seraient survenus dans cette rue vers 1430 : « C’est de temps immémorial, que le bruit a couru qu’il y avait en la Cité de Paris, rue des Marmousets, un pâtissier meurtrier, lequel ayant occis en sa maison un homme, aidé à ce par un sien voisin Barbier, feignant raser la barbe : de la chair d’icelui faisait des pâtés qui se trouvaient meilleurs que les autres, d’autant que la chair de l’homme est plus délicate, à cause de la nourriture, que celle des autres animaux. Et que cela ayant été découvert, la Cour de Parlement ordonna qu’outre la punition du Pâtissier, sa maison soit rasée, et outre ce une pyramide ou colonne érigée audit lieu, en mémoire ignominieuse de ce détestable fait : de laquelle reste encore part et portion en ladite rue des Marmousets. »
L’emplacement de la boutique du pâtissier se trouve sous l'actuel Hôtel-Dieu, dont la construction a fait disparaître en 1866 la rue des Deux-Ermites et la quasi-totalité de la rue des Marmousets (la section restante, entre la rue de la Colombe et la rue d’Arcole, a été rebaptisée Chanoinesse par arrêté préfectoral du 19 décembre 1874).
Une légende urbaine situe les lieux du crime à l'emplacement du garage de la compagnie motocycliste de la Direction de l’Ordre Public et de la Circulation, aux 18-20, rue Chanoinesse, où une grande pierre, dite pierre du chien, qui aurait dit-on servi de billot aux assassins, y est visible. Mais cette section de la rue Chanoinesse n'a jamais fait partie de la rue des Marmousets[réf. nécessaire]. Cette erreur a été largement diffusée par Lorànt Deutsch dans son livre Métronome.

## Légendes similaires
La légende de Sweeney Todd, passée dans le folklore anglais, rappelle l'histoire de la rue de Marmousets. Sweeney Todd est un personnage de fiction inspiré de faits plus ou moins avérés. Barbier londonien du XIXe siècle, il commettait des meurtres froidement et faisait disparaître les corps avec la complicité de sa maîtresse, qui préparait des friands à base de chair humaine.
À Dijon, il existe toujours au 15 rue Bossuet une maison médiévale en pierre de taille dite « maison sans toit ». La légende veut que le toit de celle-ci aurait été abattu en signe d'infâmie car son propriétaire Jehan Carquelin (ou Craquelin selon les sources), un pâtissier du Moyen Âge, aurait assassiné des enfants dans le but de confectionner des pâtés avec leur chair. Il aurait été exécuté pour ses crimes à quelques pas de sa maison, sur l'actuelle place Émile-Zola.
À Besançon, l'histoire de Barthélemy Labourey, criminel qui commit plusieurs meurtres, au tout début du XVIIe siècle, verra sa biographie profondément déformé. Il aurait, lui aussi, selon la légende, confectionné des pâtés avec de la chair de petits enfants.